# 分散関係
分散関係（ぶんさんかんけい、英: dispersion relation）は、波において、角周波数（角振動数）と波数の間の関係。特に角周波数 ω を波数 k の関数で表した式のことを言う。量子力学においては、波動関数の波数は粒子の運動量に、周波数はエネルギーに相当するので、運動量とエネルギーの間の関係式を粒子の分散関係と呼ぶことも多い。

## 概要
任意の波動はフーリエ変換により「特定の波数 k のみを持つ単色波 ei(kx − ωt) の集まり」に分解できる。このとき、波数 k と角周波数 ω が、系の性質に応じて満たす関係
{\displaystyle \omega =\omega (k)\,}
を、分散関係 (dispersion relation)、または分散式 (dispersion formula) という。波数と角周波数の対応関係が複数存在する場合もあり、それぞれの関係を波のモードと呼ぶことがある。
ここで「分散」とは波が伝わるときに波形が変化することをいう。
波動の性質を示すいくつかの重要な指標が分散関係から導かれる。
また、量子力学においてはエネルギーと周波数は比例する（{\displaystyle E=\hbar \omega }）ため、系のエネルギー固有値と波数の関係{\displaystyle E=E(k)}も分散関係と呼ばれる。

## 分散の有無
波数と角周波数が比例関係にない場合、成分ごとに位相速度が異なるため伝播の際に波形の変化を伴う。その系は分散的もしくは分散系であるという。
一方、波数と角周波数が比例関係
{\displaystyle \omega =vk\,}
で表されるとき、分散はない。
分散がない任意の波において、波を構成する各成分は
{\displaystyle e^{i(kx-\omega t)}=e^{ik(x-vt)}\,}
となり、すべての成分が波数に依らず一定速度 v で進むため、それらによって構成される波は波形を変えずに伝播する。たとえば、室温の空気を伝わる音波はほとんど分散がないため、ある人が発した声はほとんど波形を変えずに聞き手の耳に届く。

## 位相速度と群速度
波の位相部分が一定 kx − ωt = φo で伝わる速度 vp は、これを時間で微分して、
{\displaystyle v_{\mathrm {p} }={\frac {dx}{dt}}={\frac {\omega }{k}}}
で与えられる。これを位相速度という。また、一方で様々な波数を持つ波の集まりである波束において、その群速度は、
{\displaystyle v_{\mathrm {g} }={\frac {d\omega (k)}{dk}}}
で与えられる。
分散がない場合には、
{\displaystyle v_{\mathrm {p} }=v,\quad v_{\mathrm {g} }=v\,}
であるから、「分散がない」という条件は「位相速度と群速度が一致する」ことと等価である。
通常の波動方程式
{\displaystyle {\frac {1}{c^{2}}}{\frac {\partial ^{2}u}{\partial t^{2}}}={\frac {\partial ^{2}u}{\partial x^{2}}}}
に従う波動現象においては、ei(kx − ωt) を考えると、
{\displaystyle \omega =ck\,}
の関係が満たされており、分散がない波となる。

## 光学における分散
自然光などの白色光をプリズムに通すと、透過した光は虹のように各色ごとに分光される。この現象は光学においては分散と呼ばれる。これは、白色光が角振動数の異なる電磁場から構成されており、媒質となるプリズム中においてそれぞれの屈折率 n が角振動数 ω によって異なることに起因する。このとき、媒質中を伝播する電磁波の位相速度は、角振動数に依存する屈折率 n(ω) と真空中の光速 c を用いて、
{\displaystyle c(\omega )={\frac {c}{n(\omega )}}\,}
と表される。このとき、対応する分散関係は
{\displaystyle \omega =c(\omega )k\,}
となる。分散関係という語は、光学におけるこの分散現象に由来する。

## 例

### 水面波
深さが h である水の層において、重力と表面張力を考慮した水面波の分散関係は以下を満たす。
{\displaystyle \omega =|k|{\sqrt {{\biggl (}{\frac {g}{k}}+{\frac {\sigma k}{\rho }}{\biggr )}\tanh {kh}}}}
ここで、g は重力加速度、σ は表面張力の強さ、ρ は水の密度である。

### フォノン
固体におけるフォノンのモデルとして、2 種類の原子から構成される一次元の格子の振動を考える。このとき、この格子系の周期を 2a とし、2つの原子の質量を m1, m2、結合の定数を f とすると、分散関係は
{\displaystyle \omega ^{2}={\frac {f}{m_{\mu }}}\left(1\pm {\sqrt {1-{\frac {4m_{\mu }^{\,2}}{m_{1}m_{2}}}\sin ^{2}{ka}}}\right),\quad {\frac {1}{m_{\mu }}}={\frac {1}{m_{1}}}+{\frac {1}{m_{2}}}}
となる。符号が − の場合が音響モードに対応し、+ の場合が光学モードに相当する。特に |q| → 0 としたときの長波長極限において、音響モードでは、
{\displaystyle \omega ={\sqrt {\frac {2f}{m_{1}+m_{2}}}}a|k|}
光学モードでは 
{\displaystyle \omega ={\sqrt {\frac {2f}{m_{\mu }}}}={\sqrt {\frac {2(m_{1}+m_{2})f}{m_{1}m_{2}}}}}
となる。

### 相対論的な電子
相対論な場の量子論において、電子はディラック方程式で記述される。このとき、電子は以下の分散関係を満たす。
{\displaystyle \omega ={\sqrt {(ck)^{2}+{\biggl (}{\frac {mc^{2}}{\hbar }}{\biggr )}^{2}}}}
ここで、m は電子質量、c は光速である。